# Trauaxa obliqualis
Trauaxa obliqualis är en fjärilsart som beskrevs av Walker 1865. Trauaxa obliqualis ingår i släktet Trauaxa och familjen nattflyn. Inga underarter finns listade i Catalogue of Life.